# (73718) 1993 BL5
1993 بي أل 5 (ويعرف أيضًا باسم (73718) 1993 بي أل 5 وفق تسمية الكوكب الصغير) (بالإنجليزية: 1993 BL5)‏ هو كويكب ضمن حزام الكويكبات؛ وترتيبه 73718 من حيث الاكتشاف.
اكتُشف هذا الجُرم الفلكي بواسطة إيريك والتر إلست في 27 يناير 1993.

## وصلات خارجية
- (73718) 1993 BL5 في قاعدة بيانات مختبر الدفع النفاث لأجرام النظام الشمسي الصغيرة

- الاكتشاف · مخطط المدار ·  العناصر المدارية · المعلمات المادية

- (73718) 1993 BL5 على موقع ويكي سكاي: DSS2, SDSS, GALEX, IRAS, Hydrogen α, X-Ray, Astrophoto, Sky Map, Articles and images